# Piz Nair (Alpi dell'Albula)
Il Piz Nair (3.057 m) è una montagna situata vicino a Sankt Moritz nelle Alpi dell'Albula nella Svizzera.

## Descrizione
La cima è facilmente raggiungibile dal paese con una funicolare e una funivia.

## Galleria d'immagini

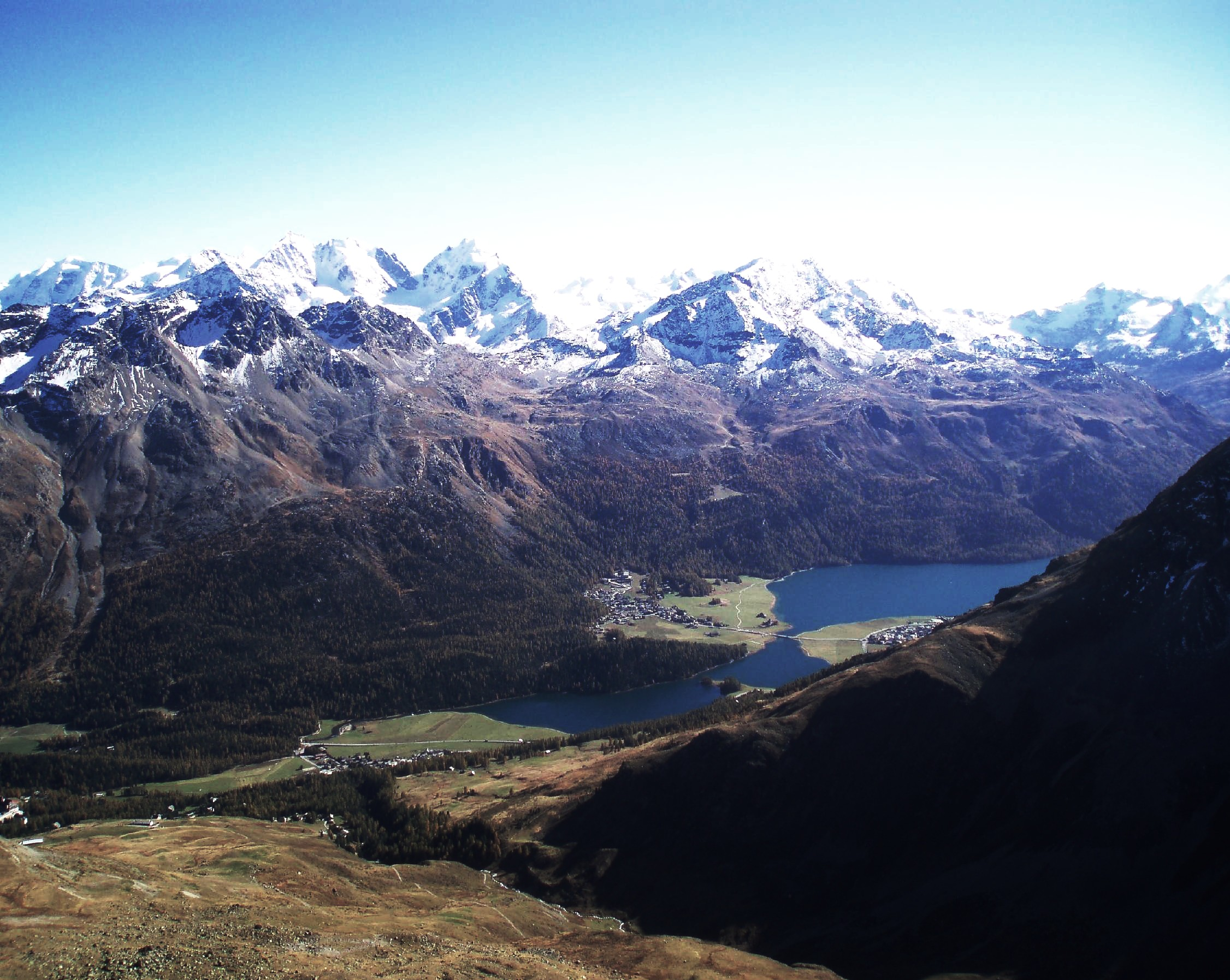
La valle dell'Engadina dalla cima
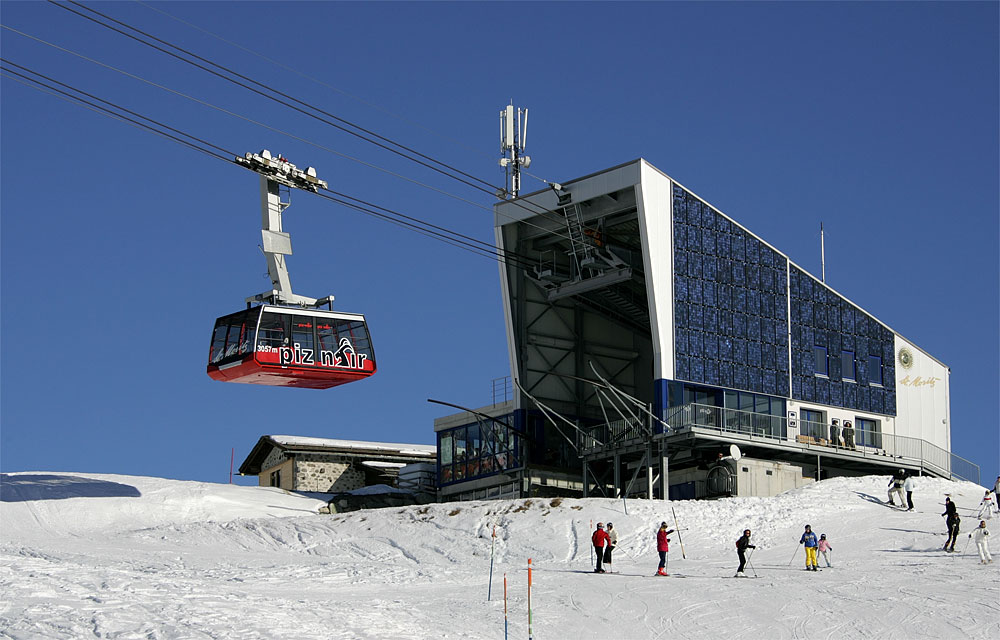
Partenza della funivia del Piz Nair dal Corviglia
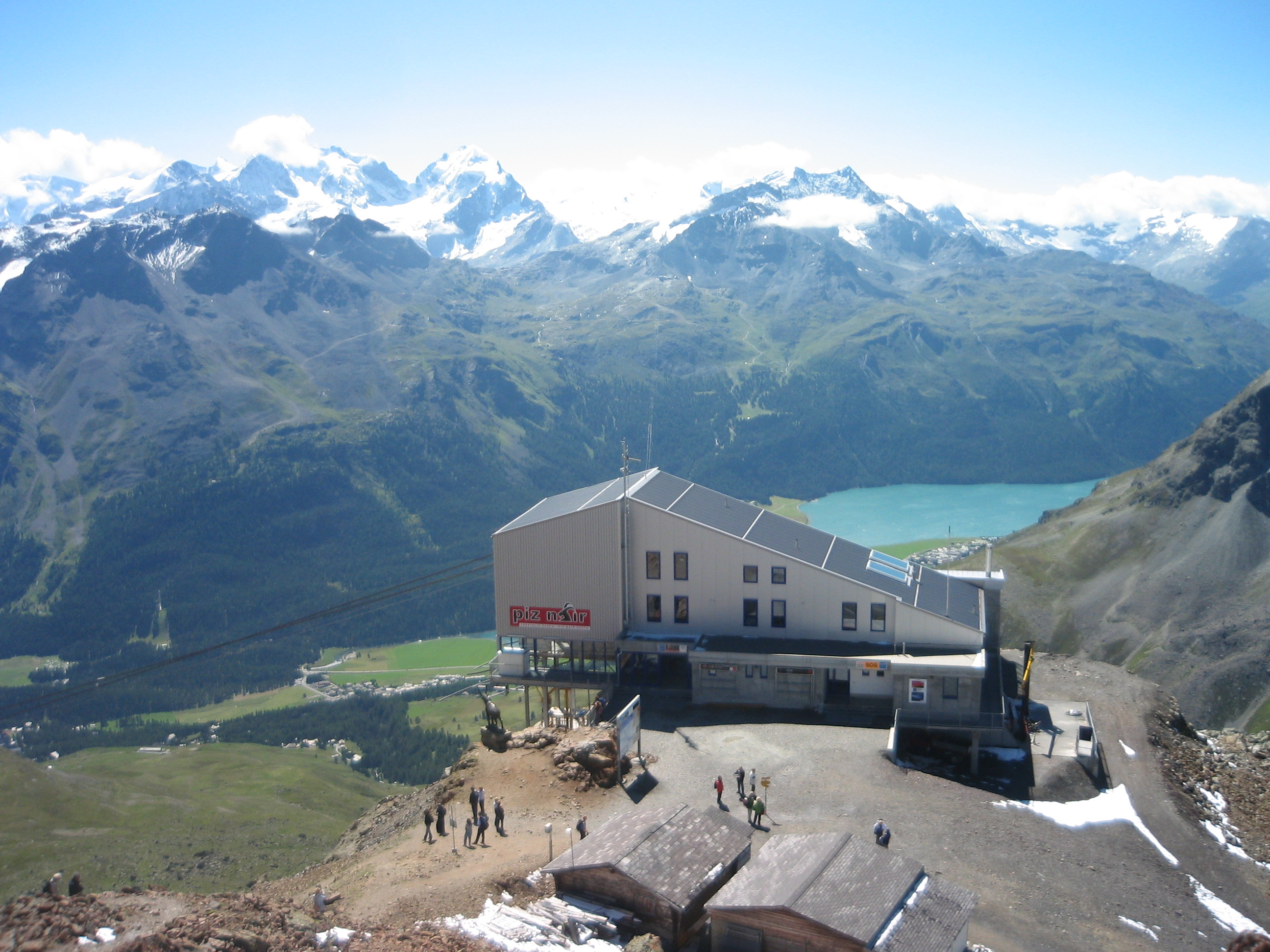
Arrivo della funivia